# Милфорд, Эдвард
Эдвард Милфорд (англ. Edward Milford, 1894—1972) — австралийский генерал-майор, участник двух мировых войн.

## Биография
Эдвард Милфорд родился в 1894 году в Мельбурне. В 1913 году он поступил в Королевский военный колледж в Канберре из которого выпустился в офицерском звании в 1915 году. После выпуска Милфорд в составе Австралийских имперских сил отправился в качестве командующего 4-й бригады полевой артиллерии 2-й дивизии на фронта Первой мировой войны. Сначала он попал на Ближний Восток, а с марта 1916 года оказался на Западном фронте, где в сентябре 1917 года получил ранение. Для лечения он был эвакуирован в Великобританию, после выздоровления вернулся на фронт, за действия во время Амьенской операции был награждён орденом «За выдающиеся заслуги».
После войны Эдвард Милфорд отправился в Великобританию для повышения квалификации в области артиллерии. Впоследствии он служил на разных должностях в Великобритании и Австралии, и к началу Второй мировой войны он уже четвёртый год был директором департамента артиллерии в штаб-квартире австралийской армии в Мельбурне.
В марте 1940 года Эдвард Милфорд стал начальником артиллерии в свежесформированной 7-й дивизии. В октябре он отправился на Ближний восток, но уже через несколько недель был отозван в Австралию. В январе 1941 года он получил временное звание генерал-майора, и стал заниматься координацией производства военной продукции между частными и государственными производителями.
В 1942 году Эдвард Милфорд был назначен командующим 5-й дивизией. В январе 1943 года части дивизии высадились в Милн-Бей, а в апреле сменили 3-ю дивизию в Моробе, приняв участие во вторжении на Саламауа-Лаэ.
В июле 1944 года Эдвард Милфорд принял командование над находящейся на отдыхе в Австралии 7-й дивизией. В 1945 году 7-я дивизия под его командованием осуществила захват Баликпапана.
В марте 1946 года Эдвар Милфорд сдал командование 7-й дивизией и стал заместителем начальника Генерального штаба. В 1948 году ушёл в отставку по состоянию здоровья.